# Чал-Кежиг
Сільське поселення (сумон) Чал-Кежиг (рос.: Чал-Кежиг) входить до складу  Чеді-Хольського кожууна Республіки Тива Російської Федерації. Відстань до с.Хову-Акси 24 км, до Кизила — 59 км, до Москви — 3947км.

## Населення
Населення сумона станом на 1 січня року
| Рік    | 2011 | 2012 | 2013 | 2014 | 2015 |
| ------ | ---- | ---- | ---- | ---- | ---- |
| Насел. | 308  | 302  | 296  | 294  | 290  |